# Pierre Ollivier
Pierre Ollivier (n. 1890) a fost un luptător ce a reprezentat Belgia, medaliat olimpic. A participat la o ediție a Jocurilor Olimpice (1924) în care a câștigat o medalie de argint.

## Participări
Lista de mai jos prezintă principalele competiții la care a participat Pierre Ollivier de-a lungul carierei.
- wrestling at the 1924 Summer Olympics – men's freestyle middleweight[*]